# Guillem de Norwich
|  | Per a altres significats, vegeu «Sant Guillem (desambiguació)». |

Guillem de Norwich (Norwich, ca. 1132 - 1144) va ser, segons una llegenda, un nen mort durant la Pasqua de 1144 a mans de jueus, i venerat localment com a sant per l'Església catòlica fins al 1965. És el primer cas de fals libel de sang creat per fomentar l'antisemitisme i la persecució dels jueus, habitual durant l'Edat mitjana.

## Fets

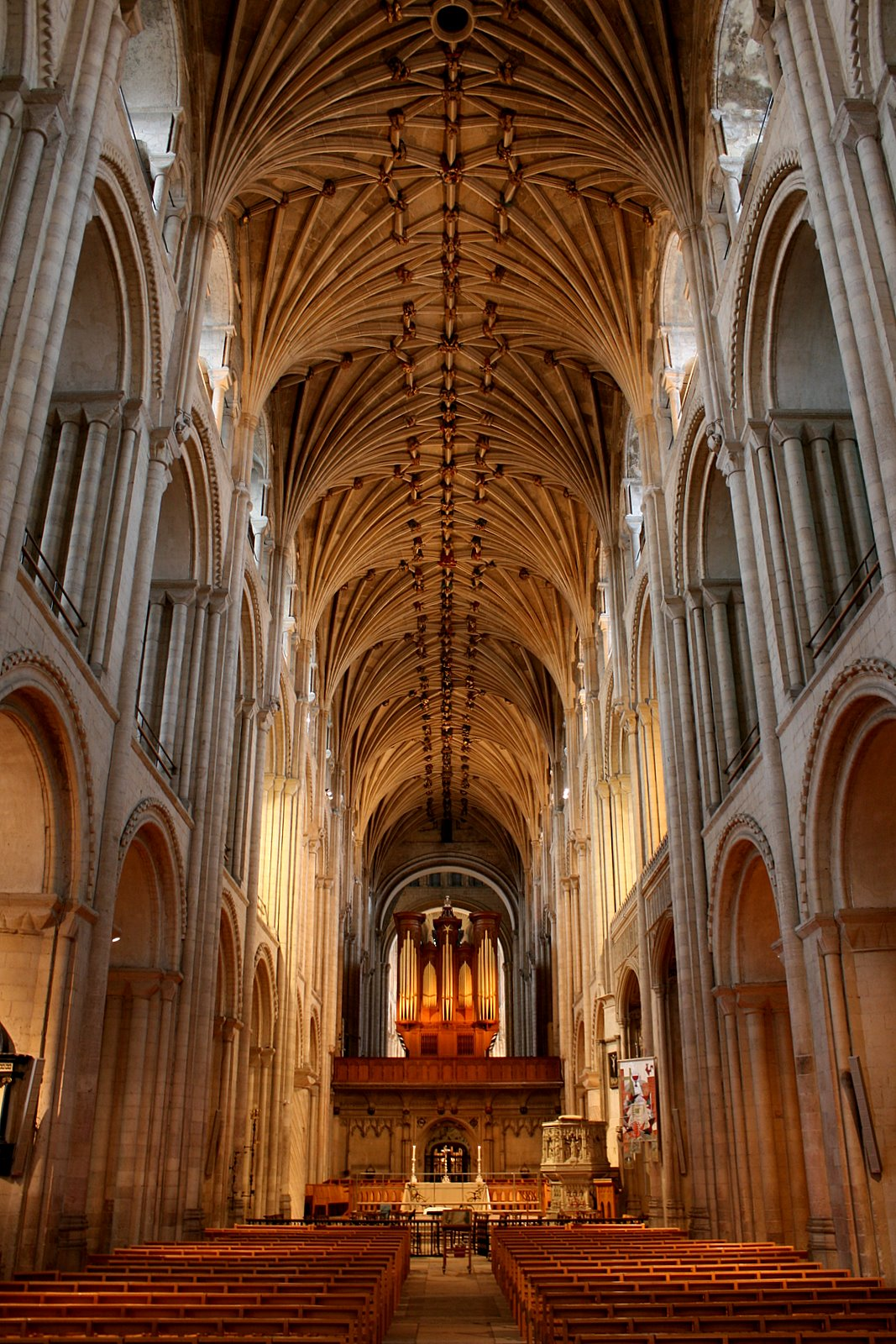
Catedral de Norwich, on va tenir culte sant Guillem.

El nen, de dotze anys, era aprenent d'assahonador, i habitualment feia encàrrecs per als jueus de la ciutat, que s'hi havien establert cap al 1135. Va desaparèixer i el seu cos es va trobar a un bosc proper. Alguns vilatans, dirigits pel rector, van acusar els jueus d'haver-lo segrestat i mort en un sacrifici ritual. El corregidor va evitar el linxament dels jueus, que van ésser portats a judici. Van haver d'ésser alliberats, ja que no hi havia cap prova en contra i el crim va quedar sense resoldre; no obstant això, la història romangué com el primer dels libels de sang difosos en l'Europa medieval.

## Veneració
Mentrestant, va començar el culte al nen entre els cristians de la ciutat, com a màrtir i símbol de la maldat dels jueus i els nobles que els donaven suport en contra dels pagesos i els bons cristians. Aviat van començar a narrar-se suposats miracles atribuïts a Guillem. El culte es va difondre ràpidament a Anglaterra. El bisbe de Norwich, William de Turbeville, tenia especial interès a promoure el culte al nen, principalment pels guanys econòmics que podia reportar a la diòcesi, que esdevindria un lloc de pelegrinatge. Per això, en 1173 encarregà a Thomas of Monmouth, un monjo benedicí de la ciutat que escrigués una vida del nen en llatí, Vida i miracles de Sant Guillem de Norwich. Aquesta obra, que demostra una gran credulitat de l'autor, és la base de tota la llegenda posterior.
El culte va tenir un abast local, i encara continuava al segle xvi. Va ésser suprimit en 1965 pel papa Pau VI. Fins llavors, la data assignada en el martirologi era la del 26 de març.